# ADO Den Haag in het seizoen 1999/00
Het seizoen 1999/2000 was het 46e jaar in het bestaan van de Haagse betaaldvoetbalclub ADO. De club kwam uit in de Eerste divisie en eindigde daarin op de 11e plaats. Tevens deed de club mee aan het toernooi om de KNVB Beker, hierin werd in de derde ronde verloren van FC Utrecht (1–3).

## Wedstrijdstatistieken

### Eerste divisie
|       | Dordrecht '90 | Eindhoven | Emmen | Excelsior | Go Ahead Eagles | FC Groningen | HFC Haarlem | Helmond Sport | Heracles Almelo | NAC   | RBC Roosendaal | Telstar | TOP Oss | BV Veendam | FC Volendam | VVV   | FC Zwolle |
| ----- | ------------- | --------- | ----- | --------- | --------------- | ------------ | ----------- | ------------- | --------------- | ----- | -------------- | ------- | ------- | ---------- | ----------- | ----- | --------- |
| Thuis | 2 – 2         | 2 – 0     | 3 – 0 | 2 – 1     | 0 – 0           | 2 – 1        | 0 – 1       | 1 – 0         | 2 – 1           | 3 – 0 | 1 – 2          | 1 – 4   | 0 – 0   | 1 – 2      | 0 – 3       | 1 – 0 | 2 – 3     |
| Uit   | 1 – 0         | 1 – 2     | 1 – 0 | 2 – 0     | 0 – 2           | 6 – 0        | 1 – 1       | 0 – 1         | 2 – 0           | 2 – 0 | 2 – 0          | 2 – 0   | 1 – 2   | 4 – 4      | 2 – 1       | 1 – 1 | 4 – 0     |

### KNVB Beker
| Groepsfase                                           | TONEGIDO                                            | 0 – 2 (0 – 1) | ADO                                                     |
| 3 augustus 1999 Plaats: Voorburg TONEGIDO-terrein    |                                                     |               | 27' Emiel van Eijkeren 89' Jan-Paul Saeijs              |
| Groepsfase                                           | ADO                                                 | 1 – 0 (0 – 0) | ARC                                                     |
| 10 augustus 1999 Plaats: Den Haag Zuiderparkstadion  | Ali Boussaboun 90' (pen.)                           |               |                                                         |
| Groepsfase                                           | ADO                                                 | 3 – 1 (3 – 0) | Sparta Rotterdam                                        |
| 25 augustus 1999 Plaats: Den Haag Zuiderparkstadion  | Dennis Iliohan 19', 43' Ricardo van der Heijden 32' |               | 79' Steve Goossen                                       |
| 2e ronde                                             | ADO                                                 | 3 – 0 (1 – 0) | AFC '34                                                 |
| 23 september 1999 Plaats: Den Haag Zuiderparkstadion | René Lievaart 16' Pim Langeveld 83' Robin Koers 88' |               |                                                         |
| 3e ronde                                             | ADO                                                 | 1 – 3 (0 – 1) | FC Utrecht                                              |
| 28 oktober 1999 Plaats: Den Haag Zuiderparkstadion   | Jan-Paul Saeijs 82'                                 |               | 11' Rodney Cairo 54' Patrick Zwaanswijk 84' Ruud Berger |

## Statistieken ADO 1999/2000

### Eindstand ADO in de Nederlandse Eerste divisie 1999 / 2000
| Stand | Gespeeld | Gewonnen | Gelijk | Verloren | Punten | Doelpunten voor | Doelpunten tegen |
| ----- | -------- | -------- | ------ | -------- | ------ | --------------- | ---------------- |
| 11e   | 34       | 12       | 6      | 16       | 42     | 37              | 52               |

### Topscorers
| #      | Naam                    | Goal |
| ------ | ----------------------- | ---- |
| 1.     | Rene Lievaart           | 7    |
| 2.     | Ali Boussaboun          | 5    |
| 3.     | Ricardo van der Heijden | 4    |
| 3.     | Dennis Iliohan          | 4    |
| 5.     | Patrick Kalkema         | 3    |
| 5.     | Peter Maseland          | 3    |
| 7.     | Emiel van Eijkeren      | 2    |
| 7.     | Santi Kolk              | 2    |
| 9.     | Guillermo van Berkum    | 1    |
| 9.     | Remco de Graaf          | 1    |
| 9.     | Ekrem Kahya             | 1    |
| 9.     | Robin Koers             | 1    |
| 9.     | Bas Lensink             | 1    |
| 9.     | Marco Meijer            | 1    |
| 9.     | Jan-Paul Saeijs         | 1    |
| Totaal | Totaal                  | 37   |

| #      | Naam                    | Goal |
| ------ | ----------------------- | ---- |
| 1.     | Dennis Iliohan          | 2    |
| 1.     | Jan-Paul Saeijs         | 2    |
| 3.     | Ali Boussaboun          | 1    |
| 3.     | Emiel van Eijkeren      | 1    |
| 3.     | Ricardo van der Heijden | 1    |
| 3.     | Robin Koers             | 1    |
| 3.     | Pim Langeveld           | 1    |
| 3.     | René Lievaart           | 1    |
| Totaal | Totaal                  | 10   |

## Voetnoten
ADO Den Haag ·
Dordrecht '90 ·
Eindhoven ·
Emmen ·
Excelsior ·
Go Ahead Eagles ·
FC Groningen ·
Haarlem ·
Helmond Sport ·
Heracles Almelo ·
NAC ·
RBC Roosendaal ·
Telstar ·
TOP Oss ·
BV Veendam ·
FC Volendam ·
VVV ·
FC Zwolle